# 红井哨组
红井哨组是分布于滇东地区的岩石地层单位，自1966年张文堂创立的沧浪铺组红井哨段提升而来，层型剖面原位于马龙沧浪铺（昌隆铺）至红井哨（红军哨）之间的北侧山坡，后被改为红军哨村东1.25公里的象头山南坡剖面。红井哨组在马龙-宜良地区主要为一套灰绿色、紫红色粉砂岩、页岩，上部为砂岩夹页岩，厚度150~250m。滇东西部昆明-武定地区相变为浅灰色厚层至块状石英砂岩夹少量薄层页岩，厚度80~130m，此段曾被周志毅命名为关山段，作为红井哨组同时异相的地层名称。下伏玉案山组，上覆乌龙箐组。时间横跨沧浪铺期早期和筇竹寺期晚期。
本组上部产马龙动物群，在下庄剖面产小石坝生物群。